# Catedral de Manglisi
La catedral de Manglisi, o església de la Santíssima Mare de Déu (en georgià: მანგლისის სიონი), és un temple actiu de l'Església ortodoxa georgiana. Construït en els anys 330, és un dels edificis cristians més antics del país. En el passat, era famós per una relíquia notable, part de la creu de Crist. Al segle XXI és conegut per les seves pintures medievals. Està reconegut com un Monument Cultural destacat de Geòrgia, és una destinació turística nacional popular.

## Història
La primera menció de l'església de pedra de Manglisi es remunta als anys 330. Segons les descripcions de l'historiador georgià Leonti Mroveli, Manglisi, al segle iv, era una de les ciutats més grans de la regió històrica de Kvemo Kartli. El rei georgià Mirian III, adoptà el cristianisme, i li va demanar a l'emperador romà d'Orient Constantí I el Gran, relíquies per a la consagració de noves esglésies. El bisbe John de Kartli, que retornava de Constantinoble amb reliquiaris, va construir per primera vegada l'església de la Santa Creu de Manglisi, la qual cosa va molestar al rei, que volia tenir relíquies a la seva capital, Mtskhetha.

La relíquia principal de l'església de Manglisi en aquest moment era part de la creu de Crist, és a dir, el pedestal sobre el qual Crist descansava els peus en el moment de la crucifixió. Una prova superficial del significat de la catedral de Manglisi és que al segle V un dels bisbes georgians s'anomenava «el quart de Manglisi», és a dir, en aquest moment ja hi havia un bisbat separat en aquesta ciutat. Al segle vi, la catedral de Manglisi es va fer famosa fora del país, els cristians de la veïna Armènia van fer-hi una peregrinació. Tanmateix, després de la divisió entre les esglésies armènia i georgiana, que va succeir als anys 607-608, van prohibir als armenis peregrinar a Mtskhetha i Manglisi. En la dècada del 620, l'emperador romà d'Orient Heracli, que passava per Kartli durant la seva campanya contra Pèrsia, va prendre la relíquia de la creu de la catedral de Manglisi, i privà així no sols la catedral, sinó tot el cristianisme georgià d'una de les relíquies més venerades.
| « | Al 1002 es va reformar la catedral. La part oriental de la catedral, les portes d'entrada i l'ornamentació de les parets pertanyen al segle xi. La pintura de la cúpula també pertany a aquesta època. Al 1852, l'administració russa va blanquejar l'interior de la catedral que va destruir completament la pintura al fresc. La tanca de la catedral i un campanar construït s'hi van realitzar en aquest moment. Hi ha un rastre de l'arquitectura russa en la decoració de la catedral. Al pati de la catedral hi ha moltes tombes dels segles XVIII-XIX. | » |

## Descripció

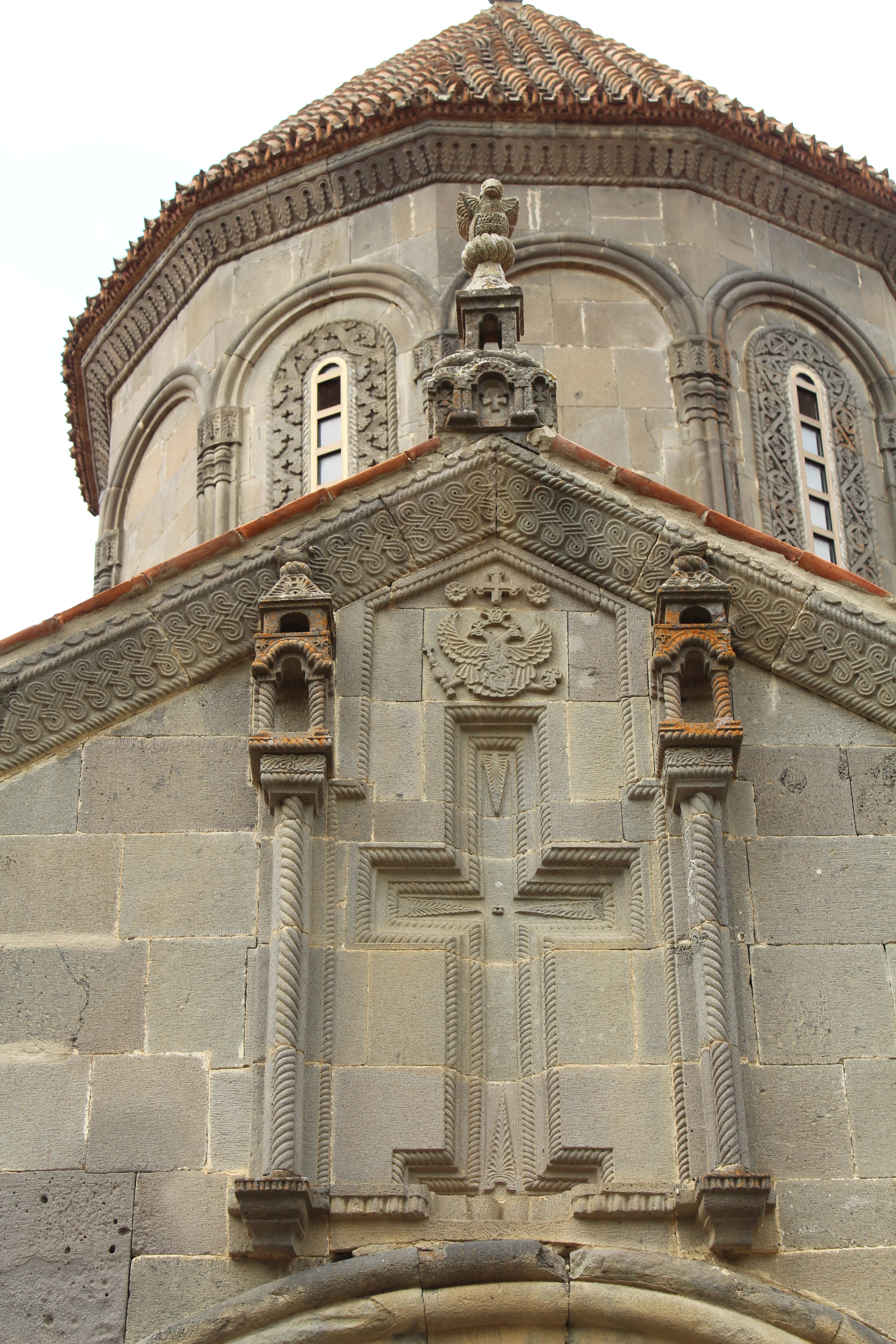
Vista exterior del tambor de la cúpula

El conjunt arquitectònic de la catedral de Manglisi inclou un temple, un campanar construït separadament, un cementiri, les ruïnes d'antics edificis i una de la cerca.
La catedral de Manglisi està coberta per una cúpula amb un tambor octagonal. Té dues entrades —occidental i sud. L'entrada occidental està oberta enfront del centre de l'absis. L'entrada sud és asimètrica, el seu arc està desplaçat cap a la paret oest. La catedral té llum natural, que entra per les finestres estretes del tambor de la cúpula. L'ala est de l'edifici és allargada i connectada al volum central de la catedral per un passatge. L'altar i la creu són en la part oriental del temple. L'altar està separat de la part principal del temple amb un iconòstasi de fusta de noguera. La catedral de Manglisi està coronada per una cúpula central, sostinguda per tres arcs: el nord, l'oest i el sud. La cúpula té forma cònica, coberta —com altres parts del sostre— amb teules, completada amb una creu de ferro, que data del segle xix.